# 红 (泰勒·斯威夫特专辑)
《红》是美國創作歌手泰勒·斯威夫特的第4張錄音室專輯，由大機器唱片於2012年10月22日發行。專輯名稱源於斯威夫特在構思專輯時所經歷的動蕩和“紅色”的情緒，因而歌曲闡述了逝去愛情所呈現的那種複雜又矛盾的情緒。
斯威夫特想嘗試新的音樂風格，將其音樂擴展到鄉村流行之外，所以除了長期合作的内森·查普曼，還邀請了丹·哈夫、马克斯·马丁、歇爾貝克、傑夫·巴斯克、丹·威森、傑克耐夫·李、巴奇·沃克等新製作人。最終成品是結合了民謠和電子元素的流行、乡村和摇滚專輯，並混雜了競技場搖滾、英國搖滾、流行舞曲和迴響貝斯元素。大機器將《紅色》宣傳為鄉村專輯，但許多樂評對此提出異議，認為這根本是流行唱片。這張專輯有七支單曲，其中四首進入美國《告示牌》百强单曲榜，首發單曲〈我们再也回不去了〉奪冠，而〈重新開始〉、〈我知道你是大麻煩〉和〈红〉分別拿下第八、第二和第六位。
《紅色》在美國《告示牌》二百大專輯榜霸佔榜首長達七週，讓斯威夫特成為首位女歌手，也是繼披頭四樂隊第二位連續三張專輯在冠軍位置多過六週的歌手。專輯還在澳洲、加拿大、紐西蘭和英國位於榜首。《紅色》受美國唱片業協會認證為七白金唱片，也在其他國家獲得多白金認證，並入圍鄉村音樂協會獎年度專輯、葛萊美獎年度專輯和最佳鄉村專輯。斯威夫特透過2013至2014年的紅色巡迴演唱會來宣傳專輯，並以入帳1.5億美元成為有史以來最賣座的鄉村巡演。
斯威夫特在《紅色》的詞曲創作深受好評，但專輯的音域卻產生分歧，有人稱讚其擁有多種變化，但有些卻批評不一致。儘管如此，許多樂評人還是認為《紅色》是斯威夫特的最佳專輯，也是為她從鄉村根源到主流流行搭起橋樑的過渡唱片。這張專輯在多家出版物的2010年代最佳專輯名單中佔有一席之地，並在《滾石》五百大專輯的2020年版位列第99名，同時被認為激勵了一代藝人和詞曲作家。随着母带所有权的争议，这张专辑的重新录制版本《红 (重制版)》于2021年11月12日发行，其中还包含了斯威夫特几首为原专辑写的未收录歌曲。

## 背景
創作歌手泰勒·斯威夫特於2010年10月釋出第三張錄音室專輯《愛的告白》。《滾石》於2020年報導稱斯威夫特獨自創作《愛的告白》的音樂，來向樂評人證明她有能力，而斯威夫特本人稱這是意外，原因是她會在凌晨寫歌，在完成歌曲前不會有任何人參與。《愛的告白》由斯威夫特和長期合作夥伴内森·查普曼製作，擴展她特有的鄉村流行音樂風格之餘，還增加越來越常見的電台友好流行跨界元素，這在前張專輯《無懼的愛》有跡可循。《愛的告白》有著流行搖滾和藍草等多種搖滾風格，還以一週下載量278,000次成為銷量最快的女藝人數位專輯，讓斯威夫特錄入2010年《吉尼斯世界纪录》。專輯在第54屆葛萊美獎入圍最佳鄉村專輯，而單曲〈太刻薄〉拿下最佳鄉村歌曲和最佳鄉村歌手。

## 錄製與製作

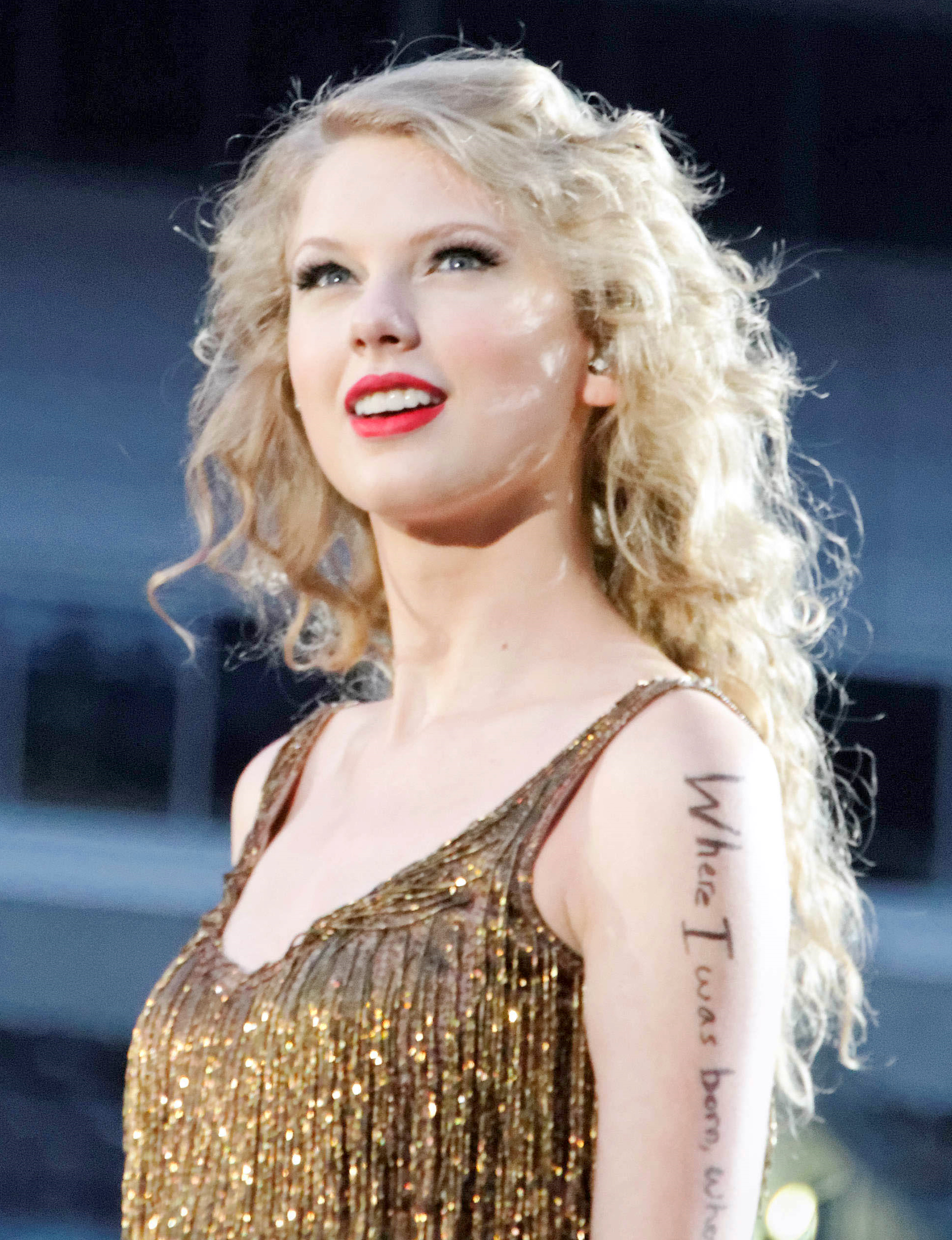
斯威夫特在2011年愛的告白世界巡迴演唱會時就為《紅色》創作詞曲

發行《愛的告白》之後，斯威夫特計劃繼續與查普曼進行下張專輯的工作。2011年10月，她已經寫了25首左右的歌曲。斯威夫特唱片公司大機器的高層恭喜她一年內就完成這張專輯，但斯威夫特表示自己一直重複跟《愛的告白》相同的詞曲創作過程會減弱她的創意，所以試圖與查普曼和新製作人合作，走出獨自寫歌的舒適區。《愛的告白》為斯威夫特聲明自己是詞曲作家，而她將第四張錄音室專輯視為「渴望學習」的宣言，並在《愛的告白》的巡迴時重新開展新專輯。
斯威夫特希望嘗試盡可能多的風格，決定在第四張錄音室專輯不會遵循前後一致的流派，為此聘請了她所欣賞作品的音樂人，希望向他們學習。雖然斯威夫特嘗試各種音樂風格，但還是將歌詞凌駕於製作之上，並像對她之前歌曲那樣努力刻劃自己的情感。詞曲創作要先發現歌曲的感情，再到製作。在斯威夫特共同創作的歌曲中，她先向合作夥伴展現她所經歷的感受，用吉他彈了個粗略的樣本，再問他們如何更好地傳達故事，因此每首歌的製作都與其所描繪的情緒相輝映，形成了相容並蓄的混合風格。
這張專輯第一首完成的歌是《回憶太清晰》，為斯威夫特於2011年2月在《愛的告白》巡演排練時就開始創作，當時斯威夫特的巡迴樂隊自發演奏了伴奏樂曲，剛分手的她於是在四和弦吉他的連復段中即興創作了段關於心碎的歌詞。與查普曼共同錄製期間的臨界點是歌曲〈红〉，她的創意「開始遊蕩到所有（她）可以去的地方」，大機器的執行長斯科特·波切塔無意聽到了查普曼的原來版本，建議加入更具流行的音樂風格。多次得不到想要的風格後，斯威夫特請求波切塔聘請瑞典製作人马克斯·马丁，因為他為冠軍流行歌曲「只留下副歌」的能力引起她的興趣。馬丁和長期合作人歇爾貝克製作了歌曲〈22〉、〈我知道你是大麻煩〉和〈我们再也回不去了〉，所有都是以马丁和歇爾貝克標誌性的合成器和電子製作為特色。〈紅色〉最終由斯威夫特、查普曼和丹·哈夫製作，而曾為多位鄉村藝人製作的哈夫與斯威夫特和查普曼合作〈星光〉和〈重新開始〉。
另一個新的合作人是杰夫·巴斯克，他為獨立樂團歡樂.樂團製作〈年少輕狂〉的鼓聲吸引到了斯威夫特，而其製作了〈圣地〉和〈幸运儿〉兩首歌。斯威夫特和巴奇·沃克一起創作了與英國歌手紅髮艾德合唱的〈都變了〉，她十分佩服沃克「（能）創造這種真正有機但充滿情感的音樂」。〈危險關係〉由丹·威森製作，所屬樂團1/2音速合唱團的作品有啟發過斯威夫特。她還邀請了愛爾蘭和蘇格蘭樂團雪警樂團的音樂人加里·萊特波迪和傑克耐夫·李，表示「他們演唱失去或渴望時可以擊中你（的心）」，李製作了〈最後一次〉，而萊特波迪負責演唱。斯威夫特为專輯創作了30多首歌曲，最終選定了16首收錄在普通盤。

## 詞曲

### 創作
最終有16首曲目的《紅色》是張橫跨流派的唱片，與斯威夫特過去以鄉村流行樂為主的專輯不同，她稱形形色色的音樂風格是「比喻現實分手有多混亂」，並將《紅色》描述成她「唯一真正的分手專輯」。樂評人對定義這張專輯的流派意見不一。全國公共廣播電台的J·恩格利許（J. English）表示專輯受影響的範圍從斯威夫特最廣為人知的鄉村風格到流行舞曲、迴響貝斯和英國搖滾等新類型。《滾石》的喬恩·多蘭（Jon Dolan）的專輯評價出現在鄉村樂專欄，而AllMusic的史蒂芬·托馬斯·艾爾維恩稱其根本是毫無鄉村痕跡的流行專輯。Junkee的山姆·墨菲（Sam Murphy）表示《紅色》就本身而言並非完全的流行專輯，但單曲〈絕對絕對分定了〉、〈我知道你是大麻煩〉和〈二十二歲〉為斯威夫特刻出「流行界的空間」。《告示牌》則視其為跨界專輯，讓人聯想起加拿大創作歌手的2002年鄉村流行跨界作品《坚持》。
《紅色》的前半部分由鄉村和流行歌曲交織而成。樂評稱〈我知道你是大麻煩〉、〈二十二歲〉和〈絕對絕對分定了〉是純粹的流行歌曲。音樂教授詹姆斯·佩羅內（James Perone）認為〈恩寵狀態〉和〈聖地〉等歌曲有種1980年代競技場搖滾的感覺，拓展了《愛的告白》的搖滾風格。其他像是〈差點按捺不住〉、〈留下來〉、〈美麗的哀愁〉和〈重新開始〉都讓人聯想起斯威夫特以前歌曲的鄉村痕跡。《前音後果》稱「《紅色》在痛徹心扉的鄉村情歌、明確的迴響貝斯和群唱流行好歌之間來回切換，但聲音的重擊呈現了真實分手和成長的混亂」。

### 歌詞與主題

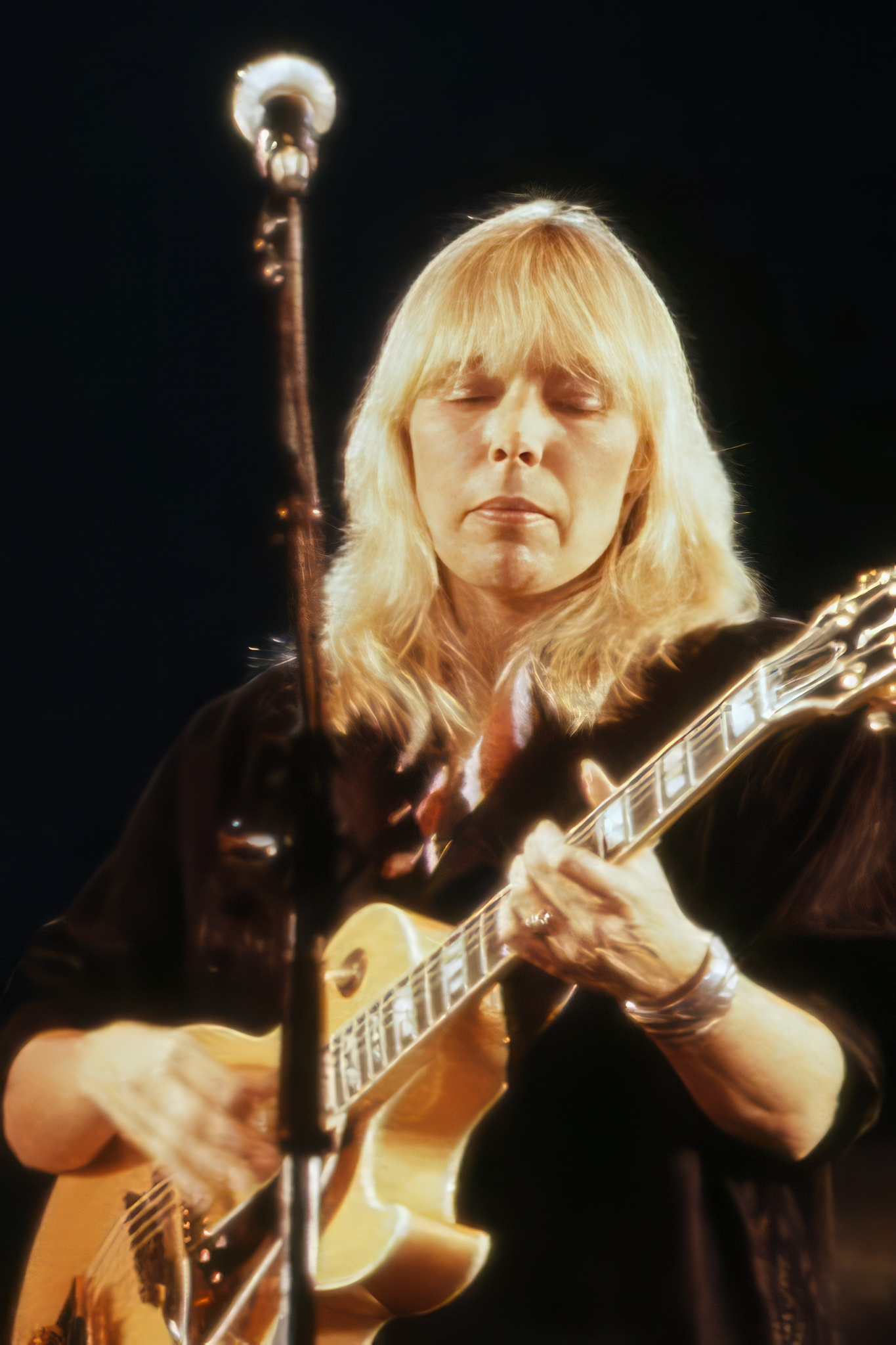
瓊妮·密契爾的1971年專輯《藍》啟發了斯威夫特在《紅色》的詞曲創作

雖然這張專輯的音樂超越了斯威夫特的鄉村起源，但鄉村背景下培養的講故事能力在她的詞曲創作中仍保持良好狀態。斯威夫特揭示名稱是專輯構思階段時所經歷的不健康愛情而引起的動盪「紅色」情感，稱這個過程是「從強烈的愛、強烈的沮喪、嫉妒再到困惑」，並有著「之間沒有存在任何東西，這些感覺沒有原色」的極端感受。歌詞談論了上述感覺，描繪全方位的強烈情感。《Pitchfork》的布拉德·納爾遜（Brad Nelson）表示《紅色》從逝去的愛情到失去的友誼再到斯威夫特過去的鄉村樂風格，總結這張專輯的主題是消失，而同時這也反映在專輯封面上，斯威夫特向下看，帽檐形成的陰影遮住了部分臉。樂評指出《紅色》的封面與加拿大創作歌手1971年專輯的封面有相同之處，而《藍色》有啟發斯威夫特在《紅色》的詞曲創作。
與斯威夫特過去歌曲以幻想為主的敘事和幸福結局相比，《紅色》意識到血淋淋的現實，看似長久的關係可能會痛苦結束。斯威夫特在專輯內頁引用了巴勃羅·聶魯達的詩選《今夜我可以写出最哀伤的诗篇》中「愛情真短，遺忘太長」來確定整張專輯的基調。樂評觀察到斯威夫特的觀點有成熟的跡象，並認知到專輯的其他主題，包括從單純的樂觀到對個人形象的不安全感和對名聲的壓力。斯威夫特早期音樂沒有性暗示，但在《紅色》很明顯，這與她無辜甜心的公眾形象越來越不吻合。《影音俱樂部》的邁克爾·加盧奇（Michael Gallucci）認可《紅色》的歌曲呈現出更深處的觀察，但不欣賞將斯威夫特前任妖魔化。全國公共廣播電台的J·恩格利許指出這張專輯以「哀傷、深思的音色」辨識出斯威夫特的成年，並刻劃出她最脆弱和成熟的一面。《告示牌》同樣注意到這張專輯以脆弱來裝作成熟，稱「她最有效地暴露自身混亂複雜的情感生活」。斯威夫特表示《紅色》的大部分歌曲都受到一位前男友的啟發，這位男友聽完專輯後打給她，將這段情史描述成「苦樂參半」。

### 歌曲
《紅色》以〈恩寵狀態〉揭開帷幕，這是首有著吉他鳴響聲和動感鼓聲的競技場搖滾歌曲，歌詞講述一見鍾情所引起的騷亂感情。詹姆斯·佩羅內（James Perone）認為這首歌會讓人聯想起1980年代的搖滾樂，表示其決定了專輯的主旋律，即逝去的愛情造就的複雜情緒。同名歌曲〈紅色〉融合了原聲斑鳩琴、吉他和電子聲音處理，副歌的歌詞將感情狀態與顏色聯繫起來：「失去他」是藍色、「想念他」是灰色，而「愛著他」是紅色。《Spin》的資深特約撰稿人馬克·霍根稱曲目是軟式搖滾，而《鄉村之味》的資深編輯比利·杜克斯（Billy Dukes）認為這首歌橫跨了鄉村和主流流行之間的界線。
第三首歌曲〈危險關係〉以緩慢撥弄的吉他聲和打擊樂器展開，講述努力保護一段危險的關係。樂評認為〈我知道你是大麻煩〉是斯威夫特在專輯中最極端的聲音改革，從流行搖滾製作和原聲吉他開始，接著以激進的合聲器伴奏堆疊出一絲迴響貝斯感覺的副歌，歌詞是斯威夫特將一段有毒關係的結束歸咎於自己。斯威夫特表示這首歌對她來說是種全新的風格，覺得「人們會嚇壞的」。《紐約時報》的樂評人喬恩·卡拉馬尼卡將迴響貝斯製作稱為「破壞球，不僅改變了歌曲的進程，也改變了斯威夫特女士的職業生涯」。
〈回憶太清晰〉被樂評廣泛認為是專輯的情感核心，在逐漸爆發的製作中揉合了鄉村、民謠和軟式搖滾，並紀錄了斯威夫特的悲痛，更生動地描繪一段逝去的愛情，從熱戀期到結束後揮之不去的記憶。歌詞中斯威夫特留在抽屜的圍巾成為聯繫歌曲的符號，《滾石》的樂評人羅伯·謝菲爾德表示「沒其他歌能這樣出色呈現她將微不足道的小細節迸發出傳奇式悲哀的能力」。緊隨其後的是〈二十二歲〉，是首帶著1980年代風格和脈動合成器的純流行歌曲，歌詞歌頌了年輕、自信且不懼衰老的幸福，並承認她和朋友過去承受的悲傷。
〈差點按捺不住〉是首鄉村流行和軟式搖滾情歌，在柔和的吉他彈奏聲中唱出是否該跟前任復合的內心掙扎。斯威夫特說這首歌是「你想和某人復合所產生的衝突，你想再試一次，但知道自己做不到」。下一首則是〈絕對絕對分定了〉，當中斯威夫特答應前任再也不會回到他們那段破碎的關係，這歌是首歡快的流行舞曲，帶有脈動的合成器、經過處理的吉他聲和受嘻哈影響的大鼓。
〈留下來〉是首快節奏的歌曲，配有玩具鋼琴、烏克麗麗、曼陀林和鼓掌聲，歌詞講述斯威夫特和愛人吵架後嘗試和好。後面的是與加里·盧特波迪合唱的〈最後一次〉，是首以弦樂器打底的憂鬱作品，佩羅內將這首歌與1970年代晚期和1980年代早期的搖滾樂團音樂作比較，但認為其質感較柔和。斯威夫特和盧特波迪都是主唱，盧特波迪在首段正歌唱出他怎麼看待失敗的長期關係，而斯威夫特在第二段整個則提出她的觀點。曲目副歌的伴奏是弦和銅管，加劇了兩人間的情緒張力。
〈聖地〉中斯威夫特回憶起一個缺席的情人，並在快節奏的拍子和發出突突聲的吉他中唱起兩人站在一起地方為「聖地」。佩羅內稱〈聖地〉是鄉村搖滾歌曲，並認為其拓展了斯威夫特的鄉村流行樂，而《偏鋒》則覺得其類型是哈特蘭搖滾。下支曲目〈美麗的哀愁〉是首憂鬱、緩慢和民謠為主的華爾滋，講述一場注定失敗的戀情。軟式搖滾歌曲〈幸運的人〉是警示明星所面臨的險境，以第三人稱視角講述成功歌手「選擇玫瑰園而不選麥迪遜花園」的故事。
〈都變了〉是首有著毫無修飾吉他聲的情歌，斯威夫特和紅髮艾德唱著想要展開新的戀情。〈星光〉是首快節奏的流行舞曲，歌詞講述羅伯特·弗朗西斯·甘迺迪和埃塞尔·肯尼迪的愛情。專輯的最後曲目〈重新開始〉是首鄉村慢歌，斯威夫特表示這是「當你經歷了段非常糟糕的愛情，你終於重新站起來，在可怕的分手後進行首次約會，以及隨之而來的脆弱」。佩羅內指出《紅色》嘗試其他流派後以鄉村歌曲結尾，證明了斯威夫特鄉村根源的重要性。
《紅色》的精裝盤包含額外的原創歌曲〈我知道的那一刻〉、〈回來我身邊〉和〈在家的女孩〉以及〈危險關係〉、〈紅色〉和〈恩寵狀態〉的其他版本。〈我知道的那一刻〉講述女生的21歲生日派對，儘管是聖誕主題和有朋友陪伴，但男友卻缺席，預示著一段失敗的關係。〈回來我身邊〉由製作〈危險關係〉的丹·威森產出，歌詞講述一段異地戀，沒有任何跡象表明可以撐過兩天。最後一首歌〈在家的女孩〉講述女性對男友外出並跟其他女人調情的感受。

## 發行與宣传

### 市場營銷

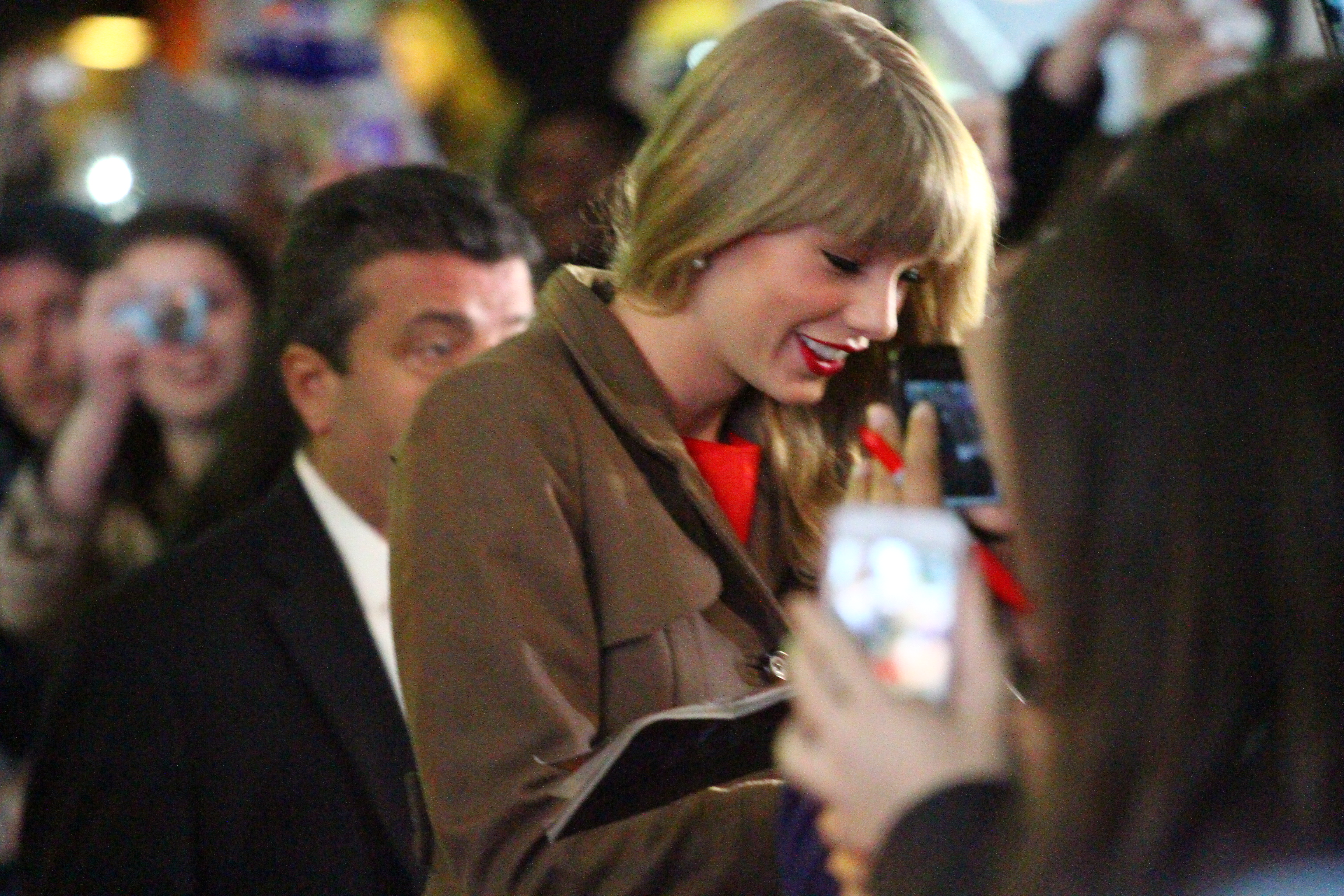
斯威夫特於2012年10月22日在《早安美國》跑《紅色》宣傳

斯威夫特和大機器為《紅色》實施了廣泛的營銷計劃。2012年8月3日，斯威夫特透過進行線上聊天直播，當中宣布了《紅色》的詳細信息，透露發行日期和封面，並回答粉絲的疑問。她同時釋出了專輯的首播主打單曲〈絕對絕對分定了〉，其在美國《告示牌》百强单曲榜的冠軍位置長達三週。〈絕對絕對分定了〉的特別版送至美國鄉村電台，並在《公告牌》热门乡村歌曲榜保持十週榜首。
2012年9月22日，斯威夫特宣布她即將每週在《早安美國》預聽一首歌，從9月24日到專輯發行週展開長達四週的釋出倒計時。〈重新開始〉、〈紅色〉、〈我知道你是大麻煩〉和〈恩寵狀態〉四首歌也在專輯發行前以數位下載形式釋出。〈重新開始〉之後於2012年10月1日作為單曲送至美國鄉村電台，這首歌在美國《告示牌》百大單曲榜最高排在第七。
《紅色》的普通盤和精裝盤均於2012年10月22日發行。普通盤在美國可購買數位和實體專輯，而包含六首額外歌曲的精裝盤只在獨家販售實體版，還與Keds、沃爾瑪和棒！約翰等集團進行綑綁銷售。專輯發行一天後，斯威夫特開始出現在一系列的電視節目，首先是《早安美國》的現場演出，接著在、《20/20》和其他相同性質節目進行預先錄製的表演。她多次在電台露面，接受72台的訪問，大多是美國以及一些來自南非、紐西蘭、西班牙、德國和墨西哥的國際管道。她還在MTV音樂錄影帶大獎、鄉村音樂協會獎和全美音樂獎等典禮演唱歌曲。
《紅色》以一連串單曲來作進一步宣傳。〈我知道你是大麻煩〉於2012年11月27日以正式單曲送至流行電台，歌曲在流行電台大受歡迎，於《告示牌》主流四十強單曲榜奪冠七週。該單曲在美國《告示牌》百大單曲榜最高拿下第二位，並是大洋洲和歐洲的前十熱門單曲。〈二十二歲〉於2013年3月送至流行電台，而〈紅色〉則於同年6月在鄉村電台發行，兩首單曲分別在《告示牌》百大單曲榜取得第二十和第六的位置。曲目〈都變了〉和〈最後一次〉都有作為單曲釋出，而後者在英國電台作有限發行。
雖然斯威夫特和大機器以鄉村專輯來宣傳《紅色》，但多樣化的音樂風格引發媒體對她鄉村創作歌手地位進行爭論。音樂雜誌《Spin》認為《紅色》很難歸類，因為鄉村音樂是「過去十年左右最具活力的流行類型」。其他則指出斯威夫特本來就比鄉村更流行，並稱《紅色》是她不可避免轉向主流流行樂的行為。斯威夫特在接受《華爾街日報》訪問時回應鄉村樂「感覺像家一樣」，並駁斥對她鄉村地位的爭論，表示「我將類型的標籤留給其他人」。

### 巡迴演唱會

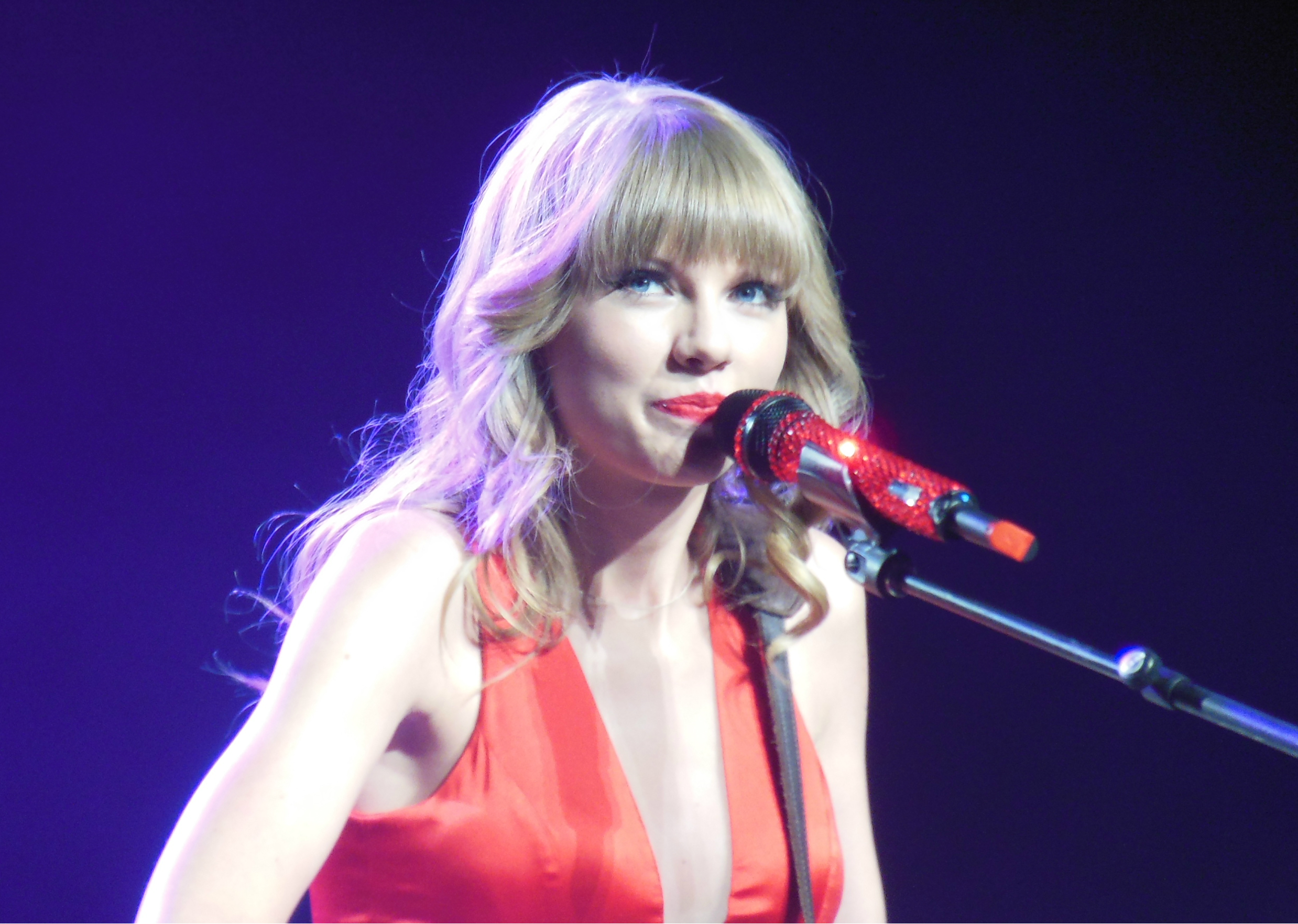
斯威夫特在有史以來最高收入的鄉村巡演紅色巡迴演唱會

斯威夫特在專輯發行不久後，就宣布將舉辦其附屬世界巡演紅色巡迴演唱會2012年10月26日，她公布北美站前57個日期，從內布拉斯加州奥马哈展開，在2013年春夏季會訪問加拿大和美國，並於9月在田納西州纳什维尔結束。斯威夫特為了響應高需求，演唱會大多在運動場和體育館舉辦。北美站後，紅色巡迴演唱會來到澳洲、英國和亞洲。
紅色巡迴演唱會獲得極高收入。洛杉磯史坦波中心的四場擴展到十一場，並全數售罄，使斯威夫特成為擁有最多史坦波中心售罄場的獨唱歌手。她也是雪梨足球場自1988年開幕以來首位售空的女藝人。上海場的門票在60秒就一掃而空，創下中國最快售罄紀錄。巡演於2014年6月結束後共入帳1.5億美元，成為有史以來最高收入的鄉村巡演。

## 专业评价
| 綜合得分                | 綜合得分 |
| 來源                    | 評分     |
| ----------------------- | -------- |
|                         | 6.6/10   |
|                         | 77/100   |
| 評論得分                |          |
| 來源                    | 評分     |
| AllMusic                | [ 21 ]   |
| 《影音俱樂部》          | B+       |
| 《每日电讯报》          | [ 96 ]   |
| 《娱乐周刊》            | B+       |
| 《衛報》                | [ 97 ]   |
| 《洛杉磯時報》          | [ 55 ]   |
| 《MSN音樂》（專家見證） | A−       |
| 《Pitchfork》           | 9.0/10   |
| 《滾石》                | [ 20 ]   |
| 《Spin》                | 8/10     |

《紅色》獲得當代樂評的普遍好評，大多稱讚斯威夫特的詞曲創作。《滾石》的喬恩·杜蘭（Jon Dolan）稱這張專輯是「故意折衷的16首歌曲間歇泉」，表示斯威夫特「時常成功加入瓊尼（·米歇爾）/卡洛爾·金明顯為情感定位的傳統」，而且「當她在狀態時，她的歌曲就像紋身（般刻骨銘心）」。《Pitchfork》的布拉德·納爾遜（Brad Nelson）稱讚「斯威夫特注意到新發現的耐心」以及《紅色》詞曲中的情感有更深入的探索。
這張專輯的製作引起兩極分化。《告示牌》讚揚了《紅色》有著广大听众认可的曲子，會讓斯威夫特更紅。AllMusic的史蒂芬·托馬斯·艾爾維恩表示虽然斯威夫特的歌词依舊有關爱情和社交焦虑，並听起来有点愚蠢，但它們有在“原有的流行甜蜜”增添內涵，這讓《紅色》變得扣人心弦。《衛報》的凱特·莫斯曼（Kate Mossman）稱這張專輯是「流行音樂存在以來最美好的幻想」。《洛杉磯時報》的蘭德爾·羅伯茨（Randall Roberts）對專輯不同的音樂風格感到印象深刻，覺得斯威夫特在「努力追求更宏大、更有造詣的東西」。《纽约时报》的喬恩·卡拉曼尼卡（Jon Caramanica）表示同意，稱製作是《紅色》的顯著特色，並證明斯威夫特更像是流行歌星而不是鄉村歌手。
樂評人也認為《紅色》是斯威夫特成長的象徵。《告示牌》覺得《紅色》是她首張成人流行專輯，並將其過去專輯稱為「有才華的青少年」。卡拉曼尼卡表示斯威夫特的成長「更多是音樂性，而非體驗性」，指出她以策劃人和成年人開始呈現出更加成熟的一面，並肯定有跡象表明《紅色》代表她的「身體和思想一樣活躍」，而且這是「她以前通常跳過的領域」。杜蘭認為專輯部分是「受到影響的成熟狂歡」，另一部分则是流行，並稱這種組合是「不僅不可避免，還很自然」。《Spin》的邁克爾·羅賓斯（Michael Robbins）將這張專輯歸類為「充滿成人樂趣」的唱片。
部分樂評人給出較褒貶不一的評價。《偏锋》的約納森·基夫（Jonathan Keefe）認為《紅色》不夠一致，不足以叫“真正的好”，但寫其中一些歌曲是「斯威夫特职业生涯最好的作品，听起来就像她現在注定要成为流行巨星」。《影音俱樂部》的迈克尔·蓋路奇（Michael Gallucci）认为音乐听起来比斯威夫特之前的作品更加雄心勃勃，但覺得整體專輯“（曲风）繁复并有時缺乏焦点，同時批評合唱歌曲比較索然無味，偶爾使用自動調諧「聽起來像很多難以區別的流行女歌手」。《MSN音乐》的羅伯特·克里斯特高評論《红》是磁场乐队1999年专辑《69首情歌》的弱化版，但很喜歡〈留下來〉和〈重新开始〉，認為兩支曲目像《69首情歌》的歌曲一樣「保持快樂和極力成為好的音樂」。《每日电讯报》的詹姆斯·拉赫諾（James Lachno）覺得製作過於臃腫，評論說如果斯威夫特完全投身主流流行樂並拋棄就有的鄉村風格，這張專輯會更好。美聯社的梅斯芬·費卡杜（Mesfin Fekadu）稱專輯比起《無懼的愛》和《愛的告白》「聽起來較空洞」，但稱讚〈差點按捺不住〉和合唱歌曲。

## 榮譽
《紅色》在評論界和大眾認可方面都獲得榮譽。這張專輯在主流出版物的2012年最佳專輯名單榜上有名，包括《告示牌》、《每日野獸》、《衛報》、《Idolator》、《MTV新聞》、《新聞日報》、《PopMatters》、《滾石》、《Spin》和《Stereogum》。《纽约时报》的樂評人喬恩·卡拉曼尼卡將專輯评为年度最佳专辑第二名。《紅色》在《村聲》組織的2012年度樂評人票選榜單帕茲&約普排名第17。《Spin》也宣布《紅色》是2012年最佳鄉村專輯。
《紅色》在2014年舉辦的第56屆葛萊美獎入圍年度專輯和最佳鄉村專輯。這張專輯也獲得美國鄉村音樂獎的提名，包括2013年鄉村音樂協會獎和2013年鄉村音樂學院獎的年度專輯。專輯拿下2013年全美音樂獎最受歡迎鄉村專輯、2013年《告示牌》音樂獎最佳專輯和最佳鄉村專輯、2013年加拿大鄉村音樂協會獎最暢銷專輯和2014年澳洲鄉村音樂獎年度暢銷國際專輯。

## 商業成績
《红》获得巨大成功。专辑在美国以首周121万份销量空降《告示牌》二百强专辑榜榜首，是斯威夫特連續第3张冠军专辑。《紅色》的銷售量僅過兩個月就超過310萬張，並創下了2012年單週銷量最高的紀錄，超越1988年專輯《雙重現場》成為最暢銷的鄉村專輯。斯威夫特憑藉這一成就錄入《金氏世界紀錄》「首位在美國專輯榜擁有兩次百萬週銷量的女獨唱歌手」，而她過去的錄音室專輯《愛的告白》也在首週賣掉超過百萬張。
《紅色》在《告示牌》二百强专辑榜非連續7週位列榜首，斯威夫特因此成為首位女藝人，也是繼披頭四樂團后首位連續三張錄音室專輯均奪冠6周或以上的藝人。《紅色》是《無懼的愛》和《愛的告白》後斯威夫特連續第三次在聖誕節前一週擁有冠軍專輯，而這通常是一年中專輯銷售量競爭最激烈的一週。專輯在《告示牌》鄉村音樂專輯榜長達16週保持在榜首位置，也同樣是2012和2013年年終榜冠軍。
專輯在歐洲和大洋洲國家唱片排行榜上排名第一，包括澳洲、加拿大、紐西蘭、愛爾蘭和蘇格蘭。《紅色》是斯威夫特首度在英國專輯排行榜拿下冠軍，並於2021年6月以超過772,000份銷量獲英國唱片業協會認證為雙白金唱片，而在英國產出的前十單曲比任何斯威夫特專輯還要多。專輯發行不到一個月就在全球賣出超過280萬張，並在美國以兩個月311萬份的銷量成為2012年第二暢銷的專輯。《紅色》在全球以520萬份銷量坐登2012年最暢銷專輯亞軍寶座。
2014年8月，《紅色》已賣出超過800萬張。2020年10月，紅色的美國銷售量站穩449萬張，並以700萬份專輯等價單位獲美國唱片業協會認證為七白金唱片。專輯還在澳洲（四白金）、加拿大（四白金）、紐西蘭（雙白金）和中國大陸（雙白金）取得多白金唱片認證。

## 影響與後續
《紅色》在許多出版物的2010年代最佳專輯名單出場，而Metacritic稱其是這十年第15好評的專輯。專輯出現在《阿特伍德》的不排名名單，也在《獨立報》和《Pitchfork》榜上有名，更在《Insider》（首位）、《Uproxx》（第3位）、《告示牌》（第4位）、《滾石》（第4位）、《坦帕灣時報》（第9位）和《Stereogum》（第10位）的名單進入前十名。《鄉村之味》將《紅色》列為十年來最好的鄉村專輯。2020年，《滾石》將《紅色》排進修訂版五百大專輯第99名。
這張專輯橫跨鄉村和流行的製作激發斯威夫特想闖進自己以前從未嘗試過的類型。成功的流行電台單曲〈我知道你是大麻煩〉特別注入迴響貝斯，是斯威夫特與以電台友好流行樂聞名的流行製作人馬克斯·馬丁和歇爾貝克再次合作的「信號彈」。斯威夫特看到有評論稱《紅色》是張不一致的專輯後，完全接受電子流行樂風格，超越她早年的鄉村形象。其輕快的流行製作為她下一張專輯《1989》的電子流行和合成器流行風格奠定基礎，並在後來的《舉世盛名》和《情人》繼續拓展流行。
許多樂評人稱《紅色》是斯威夫特最好的作品。《Pitchfork》認為《紅色》改進了斯威夫特的音樂風格「來滿足她創作詞曲的最高願望」，看著她將自己推向傳統界線外並「誤入流行和鄉村的中間地帶」。Junkee表示《紅色》是斯威夫特職業生涯中最關鍵的專輯，稱她在專輯前「已是超級明星」，但在這張唱片中凝聚了「歌手/詞曲作家的感受能力」和「征服流行遊戲的渴望」，進一步提升了她的明星地位。《衝突》劃分《紅色》為斯威夫特職業生涯的轉戾點，原因是其「首次主動放棄了漂亮的裙子和南方女孩的時尚」，會引起「老式聽眾」的不滿，並證明了專輯也可以「兼具開創性和商業性」以及前衛不是試驗音樂的唯一方式，而斯威夫特在2012年合併多種類型「為其他音樂人打開新大門」。《Spin》的喬丹·薩金特（Jordan Sargent）評《紅色》為「我們這個時代最好的流行專輯」。
多家媒體都稱讚《紅色》啟發了新世代藝人。《紐約時報》的樂評人史蒂文·海頓表示《紅色》鼓勵了新的獨立歌手推出「美學上更接近斯威夫特的流行而非任何有關地下搖滾」的音樂作品。MTV稱《紅色》將流行樂的親密概念正常化，並讓斯威夫特情感脆弱的詞曲創作風格在海爾希、特洛伊·希文、怪奇比莉、等新生代藝人流行起來。由於《紅色》的美學和歌詞意象，粉絲和樂評人都稱其為「秋天專輯」。2019年，野生粉紅樂團、成年媽媽、克里斯·法倫和其他歌手推出了獨立搖滾版的《紅色》來向其致意，並命名為《再次紅色》（ReRed），所有收入都會捐給平等正義倡議。

### 2021年重新錄製專輯
2020年11月，斯威夫特已發行唱片的擁有權陷入爭議後，便著手重新錄製前六張錄音室專輯。首張重新錄製專輯《放手去爱 (重制版)》於2021年4月9日發行。2021年6月18日，斯威夫特宣布《紅色 (泰勒絲全新版)》將於11月12日釋出，比原定時間早了七天。新專輯收錄了斯威夫特於2012年為《紅色》錄製的全部30首歌曲，當中包括慈善單曲〈羅南〉、個人錄製的2016年單曲〈更好的男人〉和2018年單曲〈寶貝〉、〈回憶太清晰〉十分鐘版以及六首新曲目。

## 曲目列表
| 《紅色》— 普通盤 | 《紅色》— 普通盤                                         | 《紅色》— 普通盤              | 《紅色》— 普通盤        | 《紅色》— 普通盤 |
| 曲序             | 曲目                                                     | 词曲                          | 製作人                  | 时长             |
| ---------------- | -------------------------------------------------------- | ----------------------------- | ----------------------- | ---------------- |
| 1.               | 恩寵狀態 State of Grace                                  | 泰勒絲                        | 斯威夫特 内森·查普曼    | 4:55             |
| 2.               | 紅色 Red                                                 | 斯威夫特                      | 斯威夫特 查普曼 丹·哈夫 | 3:43             |
| 3.               | 危險關係 Treacherous                                     | 斯威夫特 丹·威森              | 威森                    | 4:02             |
| 4.               | 我知道你是大麻煩 I Knew You Were Trouble                 | 斯威夫特 馬克斯·馬丁 歇爾貝克 | 馬丁 歇爾貝克           | 3:39             |
| 5.               | 回憶太清晰 All Too Well                                  | 斯威夫特 利茲·羅斯            | 斯威夫特 查普曼         | 5:29             |
| 6.               | 二十二歲 22                                              | 斯威夫特 馬丁 歇爾貝克        | 馬丁 歇爾貝克           | 3:52             |
| 7.               | 差點按捺不住 I Almost Do                                 | 斯威夫特                      | 斯威夫特 查普曼         | 4:04             |
| 8.               | 我们再也回不去了 We Are Never Ever Getting Back Together | 斯威夫特 馬丁 歇爾貝克        | 斯威夫特 馬丁 歇爾貝克  | 3:13             |
| 9.               | 留下来 Stay Stay Stay                                    | 斯威夫特                      | 斯威夫特 查普曼         | 3:25             |
| 10.              | 最後一次 The Last Time（雪警樂團的加里·盧特波迪伴唱）    | 斯威夫特 盧特波迪 傑克耐夫·李 | 李                      | 4:59             |
| 11.              | 圣地 Holy Ground                                         | 斯威夫特                      | 傑夫·巴斯克             | 3:22             |
| 12.              | 美丽的哀愁 Sad Beautiful Tragic                          | 斯威夫特                      | 斯威夫特 查普曼         | 4:44             |
| 13.              | 幸运儿 The Lucky One                                     | 斯威夫特                      | 巴斯克                  | 4:00             |
| 14.              | 都變了 Everything Has Changed（紅髮艾德伴唱）            | 斯威夫特 紅髮艾德             | 巴奇·沃克               | 4:05             |
| 15.              | 星光 Starlight                                           | 斯威夫特                      | 斯威夫特 查普曼 哈夫    | 3:40             |
| 16.              | 重新開始 Begin Again                                     | 斯威夫特                      | 斯威夫特 查普曼 哈夫    | 3:57             |
| 总时长：         | 总时长：                                                 | 总时长：                      | 总时长：                | 65:09            |

| 《紅色》— 2CD豪华版 | 《紅色》— 2CD豪华版              | 《紅色》— 2CD豪华版 | 《紅色》— 2CD豪华版 | 《紅色》— 2CD豪华版 |
| 曲序                | 曲目                             | 词曲                | 製作人              | 时长                |
| ------------------- | -------------------------------- | ------------------- | ------------------- | ------------------- |
| 17.                 | 我知道的那一刻 The Moment I Knew | 斯威夫特            | 斯威夫特 查普曼     | 4:46                |
| 18.                 | 回來我身邊 Come Back... Be Here  | 斯威夫特 威森       | 威森                | 3:43                |
| 19.                 | 在家的女孩 Girl at Home          | 斯威夫特            | 斯威夫特 查普曼     | 3:40                |
| 20.                 | 危險關係（DEMO版）               | 斯威夫特 威森       | 威森                | 4:00                |
| 21.                 | 紅色（DEMO版）                   | 斯威夫特            | 斯威夫特 查普曼     | 3:47                |
| 22.                 | 恩寵狀態（原音版）               | 斯威夫特            | 斯威夫特 查普曼     | 5:23                |
| 总时长：            | 总时长：                         | 总时长：            | 总时长：            | 25:19               |

## 製作群
資料來自Allmusic：

### 音樂
- 泰勒絲 – 主唱、和聲、原聲吉他
- 内森·查普曼 – 電貝斯、鼓、原聲吉他、电吉他、鍵盤樂器、曼陀林、打擊樂器、钢琴、獨奏、合成器、和聲
- 佩吉·鮑德溫 – 大提琴
- 布列特·班杜奇 – 中提琴
- 傑夫·巴斯克 – 電貝斯、鍵盤樂器、钢琴、和聲
- J·博尼利亞 – 鼓、打擊樂器
- 尼克·布达 – 鼓
- 汤姆·布克瓦斯 – 电吉他
- 大衛·坎貝爾 – 弦乐器编排、指挥
- 達芙妮·陳 – 小提琴
- 劳伦·奇普曼 – 中提琴
- 埃里克·達爾肯 – 打擊樂器
- 瑪西亞·迪克斯坦 – 竖琴
- 理查德·杜德 – 大提琴
- 保羅·富蘭克林 – 钢棒吉他
- 埃里克·哥凡 – 小提琴
- 丹·哈夫 – 布祖基琴、电吉他、高弦吉他、曼陀林
- 查理·家吉 – 手風琴、哈蒙德B3、钢琴、立式鋼琴、弦乐器、音乐合成、合成器
- 吉娜·克朗史塔得 – 小提琴
- 約翰·克羅沃紮 – 大提琴
- 瑪麗莎·庫尼 – 小提琴
- 傑克耐夫·李 – 電貝斯、吉他、鍵盤樂器
- 馬克斯·馬丁 – 鍵盤樂器
- 格蘭特·米克爾森 - 吉他
- 安德斯·莫里森 – 吉他
- 杰米·马霍伯拉克 – 大提琴
- 尼爾·尼古拉耶娃 – 小提琴
- 欧文·帕雷特 – 指挥、編配
- 拉杜·皮普亚 – 小提琴
- 西米恩·皮伟奇 – 低音提琴
- 维斯·普雷科特 – 小提琴
- 比尔·里福林 – 鼓
- 歇爾貝克 – 電貝斯、吉他、原音吉他、电吉他、鍵盤樂器
- 傑克·辛克萊 – 電貝斯、合聲
- 吉米·李·斯洛埃斯 – 電貝斯
- 亞倫·斯特林 – 鼓
- 杰夫·塔基古奇 – 低音提琴
- 安迪·汤普森 – 吉他、电子琴
- 伊利亞·脱什伊斯基 – 曼陀林
- 巴奇·沃克 – 鼓、吉他、電子琴、打擊樂器、和聲
- 帕特里克·華倫 – 弦乐器编排
- 艾米·威克曼 – 小提琴
- 丹·威森 – 電貝斯、电吉他、钢琴、和聲
- 罗德尼·维尔茨 – 小提琴
- 喬納森·尤德金 – 非古典小提琴、小提琴
- 凱特琳·埃文森 – 和聲
- 伊莉莎白·赫特 – 和聲（〈我知道的那一刻〉）
- – 和聲
- 加里·盧特波迪 – 伴唱、和聲
- 席亞拉·奧利裡 – 和聲
- 紅髮艾德 – 伴唱

### 製作
- 泰勒絲 – 詞曲創作、製作
- 内森·查普曼 – 製作、工程
- 喬·鮑德里奇 – 工程
- 山姆·贝尔 – 工程
- 馬特·畢曉普 – 工程
- 德爾伯特·鮑爾斯 – 协助
- 查德·卡爾森 – 工程
- 湯姆·柯尼 – 母带
- 利蘭·埃利奧特 – 协助
- 傑夫·巴斯克 – 製作
- 埃里克·艾依蘭德斯 – 协助
- 格雷戈·福斯 – 协助
- 克里斯·加蘭德 – 协助
- 塞爾班·蓋納 – 混音
- 馬蒂·格林 – 协助
- 約翰·漢斯 – 混音工程
- 山姆·霍蘭 – 工程
- 丹·哈夫 – 制作
- 大卫·哈夫 – 數位编辑
- 麥可·伊魯貝魯特 – 工程
- – 吉他工程
- 傑克耐夫·李 – 工程、制作、詞曲創作、编程
- 加里·盧特波迪 – 詞曲創作
- 史蒂夫·馬坎托尼奧 – 工程
- 曼尼·馬熱昆 – 混音
- 馬克斯·馬丁 – 制作、詞曲創作
- 塞斯·莫頓 – 协助
- 賈斯汀·尼班克 – 混音
- 克里斯·歐文斯 – 协助
- 約翰·勞施 – 工程
- 麥特·勞施 – 工程
- 蒂姆·羅伯茨 – 协助
- 艾瑞克·羅便臣 – 工程
- 利茲·羅斯 – 詞曲創作
- 帕維爾·賽克 – 工程
- 歇爾貝克 – 制作、詞曲創作、编程
- 紅髮艾德 – 詞曲創作
- 傑克·辛克萊爾 – 工程
- 馬克·「斯派克」·斯滕特 – 混音
- 安迪·湯普森 – 工程
- 巴奇·沃克 – 制作
- 漢克·威廉斯 – 母带
- 布萊恩·大衛·威廉斯 – 工程
- 丹·威森 – 制作、詞曲創作

| - 泰勒絲 –創意指導 - 莎拉·巴洛 – 攝影 - 奧斯汀·海爾 – 設計 - 簡瑪·穆拉甸 – 髮型設計 - 貝塔妮·紐曼 – 藝術指導 - 喬許·紐曼 – 藝術指導 - 羅莉·特克 – 化妝 | - 斯科特·波切塔 – 執行製作人 - 黎安·貝內特 – 製作協調 - 傑森·坎貝爾 – 製作協調 - 麥克·“福羅格”·格里菲思 – 製作協調 - 冨永喬安 – 製作協調 |  |

## 榜单成績

### 週榜
| 排行榜（2012年）                          | 最高 排名 |
| ----------------------------------------- | --------- |
| 澳大利亞（ARIA專輯榜）                    | 1         |
| 澳洲（ARIA鄉村專輯榜）                    | 1         |
| 奧地利（奧地利Ö3專輯榜）                  | 3         |
| 比利時法蘭德斯（Ultratop專輯榜）          | 2         |
| 比利時瓦隆（Ultratop專輯榜）              | 25        |
| 加拿大（《告示牌》Canadian Albums Chart） | 1         |
| 克羅埃西亞（HDU專輯榜）                   | 27        |
| 丹麥（Hitlisten專輯榜）                   | 3         |
| 荷蘭（MegaCharts專輯榜）                  | 7         |
| 芬蘭（Suomen virallinen lista專輯榜）     | 49        |
| 法國（SNEP專輯榜）                        | 30        |
| 德國（Offizielle Top 100專輯榜）          | 5         |
| 愛爾蘭（IRMA專輯榜）                      | 1         |
| 義大利（FIMI專輯榜）                      | 3         |
| 日本（Oricon專輯榜）                      | 3         |
| 墨西哥（墨西哥熱門百強榜）                | 4         |
| 紐西蘭（RMNZ專輯榜）                      | 1         |
| 挪威（VG-lista專輯榜）                    | 2         |
| 葡萄牙（AFP專輯榜）                       | 8         |
| 蘇格蘭（OCC專輯榜）                       | 1         |
| 南非（RISA專輯榜）                        | 4         |
| 南韓（Gaon專輯榜）                        | 12        |
| 南韓（Gaon國際專輯榜）                    | 1         |
| 西班牙（PROMUSICAE專輯榜）                | 4         |
| 瑞典（Sverigetopplistan專輯榜）           | 8         |
| 瑞士（Schweizer Hitparade專輯榜）         | 9         |
| 台灣（G-Music專輯榜）                     | 1         |
| 英國（OCC專輯榜）                         | 1         |
| 美国（《告示牌》200）                     | 1         |
| 美國（《告示牌》Top Country Albums）      | 1         |

| 排行榜（2019-2021年）                | 最高 排名 |
| ------------------------------------ | --------- |
| 奧地利（奧地利Ö3專輯榜）             | 4         |
| 克羅埃西亞（HDU專輯榜）              | 4         |
| 瑞士（Schweizer Hitparade專輯榜）    | 7         |
| 美國（《告示牌》Independent Albums） | 3         |

| 排行榜（2012年）                 | 排名 |
| -------------------------------- | ---- |
| 澳大利亞（ARIA專輯榜）           | 7    |
| 加拿大（《告示牌》加拿大專輯榜） | 10   |
| 日本（公信榜專輯榜）             | 64   |
| 紐西蘭（RMNZ專輯榜）             | 6    |
| 南韓（Gaon國際專輯榜）           | 36   |
| 英國（OCC專輯榜）                | 42   |
| 美國（《告示牌》二百大專輯榜）   | 4    |
| 美國（《告示牌》最佳鄉村專輯榜） | 1    |

| 排行榜（2013年）                 | 排名 |
| -------------------------------- | ---- |
| 澳大利亞（ARIA專輯榜）           | 24   |
| 比利時（Ultratop法蘭德斯專輯榜） | 140  |
| 加拿大（《告示牌》加拿大專輯榜） | 8    |
| 日本（公信榜專輯榜）             | 38   |
| 法國（SNEP專輯榜）               | 194  |
| 紐西蘭（RMNZ專輯榜）             | 17   |
| 南韓（Gaon國際專輯榜）           | 98   |
| 英國（OCC專輯榜）                | 27   |
| 美國（《告示牌》二百大專輯榜）   | 2    |
| 美國（《告示牌》最佳鄉村專輯榜） | 1    |

| 排行榜（2014年）                 | 排名 |
| -------------------------------- | ---- |
| 澳大利亞（ARIA專輯榜）           | 96   |
| 南韓（Gaon國際專輯榜）           | 86   |
| 美國（《告示牌》二百大專輯榜）   | 106  |
| 美國（《告示牌》最佳鄉村專輯榜） | 24   |

| 排行榜（2015年）               | 排名 |
| ------------------------------ | ---- |
| 日本（《日本告示牌》專輯榜）   | 94   |
| 美國（《告示牌》二百大專輯榜） | 111  |

| 排行榜（2017年）                 | 排名 |
| -------------------------------- | ---- |
| 美國（《告示牌》最佳鄉村專輯榜） | 48   |

| 排行榜（2018年）                 | 排名 |
| -------------------------------- | ---- |
| 美國（《告示牌》最佳鄉村專輯榜） | 28   |

| 排行榜（2019年）                 | 排名 |
| -------------------------------- | ---- |
| 美國（《告示牌》最佳鄉村專輯榜） | 25   |

| 排行榜（2020年）                 | 排名 |
| -------------------------------- | ---- |
| 美國（《告示牌》最佳鄉村專輯榜） | 25   |

| 排行榜（2021年）                 | 排名 |
| -------------------------------- | ---- |
| 奧地利（奧地利Ö3專輯榜）         | 70   |
| 美國（《告示牌》最佳鄉村專輯榜） | 15   |

| 排行榜（2010-2019年）            | 排名 |
| -------------------------------- | ---- |
| 澳大利亞（ARIA專輯榜）           | 23   |
| 英國（OCC專輯榜）                | 96   |
| 美國（《告示牌》二百大專輯榜）   | 32   |
| 美國（《告示牌》最佳鄉村專輯榜） | 11   |

| 排行榜                             | 排名 |
| ---------------------------------- | ---- |
| 美國（《告示牌》二百大專輯榜）     | 140  |
| 美國（《告示牌》二百大女性專輯榜） | 37   |

## 銷售認證
| 地區                                                       | 认证    | 认证单位/销量 |
| ---------------------------------------------------------- | ------- | ------------- |
| 澳大利亚（澳大利亚唱片业协会）                             | 5× 白金 | 350,000‡      |
| 比利时（比利時唱片音樂協會）                               | 2× 白金 | 60,000‡       |
| 巴西（巴西唱片業協會）                                     | 金      | 20,000*       |
| 加拿大（加拿大音乐协会）                                   | 4× 白金 | 320,000^      |
| 中国大陸（國家廣播電影電視總局）                           | 2× 白金 | 40,000        |
| 哥倫比亞（哥倫比亞唱片業協會）                             | 金      |               |
| 丹麦（國際唱片業協會丹麥分會）                             | 白金    | 20,000‡       |
| 法国（法國唱片出版業公會）                                 | 金      | 50,000‡       |
| 德国（聯邦音樂產業協會）                                   | 金      | 100,000^      |
| 爱尔兰（愛爾蘭唱片音樂協會）                               | 白金    | 15,000^       |
| 日本（日本唱片協會）                                       | 白金    | 256,000       |
| 日本（日本唱片協會） 數位下載                              | 金      | 100,000*      |
| 墨西哥（墨西哥音像製品協會）                               | 金      | 30,000^       |
| 新西兰（新西兰唱片音乐协会）                               | 2× 白金 | 30,000^       |
| 波兰（波蘭音像製造商協會）                                 | 金      | 10,000*       |
| 新加坡（新加坡唱片業協會）                                 | 白金    | 10,000*       |
| 瑞典（瑞典唱片業協會）                                     | 金      | 20,000‡       |
| 英国（英国唱片业协会）                                     | 2× 白金 | 695,000       |
| 美国（美國唱片業協會）                                     | 7× 白金 | 4,490,000     |
| *僅含認證的實際銷量 ^僅含認證的出貨量 ‡僅含認證的+實際銷量 |         |               |

## 发行历史
| 國家或城市 | 日期           | 版本            | 廠牌                |
| ---------- | -------------- | --------------- | ------------------- |
| 加拿大     | 2012年10月22日 | 普通盤 精裝盤   | 環球音樂            |
| 印度       | 2012年10月22日 | 普通盤          | 環球音樂            |
| 紐西蘭     | 2012年10月22日 | 普通盤 精裝盤   | 環球音樂            |
| 英國       | 2012年10月22日 | 普通盤 精裝盤   | 水星唱片            |
| 美國       | 2012年10月22日 | 普通盤 精裝盤   | 大機器唱片          |
| 美國       | 2012年12月14日 | 黑膠密紋唱片    | 大機器唱片          |
| 美國       | 2013年2月5日   | 卡拉OK CD+G/DVD | 大機器唱片          |
| 義大利     | 2012年10月23日 | 普通盤 精裝盤   | 環球音樂            |
| 澳洲       | 2012年10月23日 | 普通盤 精裝盤   | 環球音樂            |
| 西班牙     | 2012年10月23日 | 普通盤 精裝盤   | 環球音樂            |
| 日本       | 2012年10月24日 | 普通盤 精裝盤   | 環球音樂            |
| 挪威       | 2012年10月25日 | 普通盤 精裝盤   | 環球音樂            |
| 德國       | 2012年10月26日 | 普通盤 精裝盤   | 環球音樂            |
| 泰國       | 2012年10月27日 | 精裝盤          | 環球音樂            |
| 泰國       | 2012年10月31日 | 普通盤          | 環球音樂            |
| 法國       | 2012年11月5日  | 普通盤 精裝盤   | 水星唱片            |
| 法國       | 2013年4月22日  | 限量CD/DVD      | 水星唱片            |
| 菲律賓     | 2012年11月5日  | 普通盤 精裝盤   | MCA音樂股份有限公司 |
| 印度尼西亚 | 2012年11月5日  | 普通盤          | 環球音樂            |
| 印度尼西亚 | 2013年2月28日  | 精裝盤          | 環球音樂            |
| 台湾       | 2012年11月6日  |                 | 環球音樂            |
| 台湾       | 2012年11月6日  | 普通盤 精裝盤   | 環球音樂            |
| 中國大陸   | 2012年12月31日 | 普通盤          | 環球音樂            |
| 中國大陸   | 2013年5月25日  | 精裝盤          | 環球音樂            |

### 引文
1. 1 2   (vinyl liner notes). Taylor Swift. Nashville: Big Machine Records. 2012. BMR310400D.
2. 1 2  . 台灣環球音樂. 2012-11-06  [2016-11-13]. （原始内容存档于2016-11-13）.
3. ↑  . Amazon.cn. 2012-12-31  [2013-10-05]. （原始内容存档于2021-06-05）.
4. 1 2 3 4 5 6 7  Bernstein, Jonathan. . Rolling Stone. 2020-11-18  [2020-12-25]. （原始内容存档于2020-12-04）.
5. ↑  Dunham, Nancy. . The Boot. AOL Music.   [2010-07-22]. （原始内容存档于2013-05-22）.
6. ↑  Thomas Erlewine, Stephen. . AllMusic.   [2019-03-02]. （原始内容存档于2017-11-05）.
7. ↑  Mylrae, Hannah. . NME. 2020-07-24  [2020-09-27]. （原始内容存档于2020-08-10）.
8. ↑  . Guinness World Records.   [2015-06-16]. （原始内容存档于2015-06-22）.
9. ↑  . The Hollywood Reporter. 2012-02-12  [2015-01-25]. （原始内容存档于2015-01-22）.
10. 1 2 3 4 5  Gallo, Phil. . Billboard. 2012-10-19. （原始内容存档于2013-02-24）.
11. ↑  Schillaci, Sophie. . The Hollywood Reporter. 2011-10-19. （原始内容存档于2011-12-23）.
12. 1 2 3 4 5 6 7  Willman, Chris. . Yahoo!. 2012-10-23. （原始内容存档于2019-01-20）.
13. 1 2 3 4 5 6  Mansfield, Brian. . USA Today. 2012-10-17. （原始内容存档于2012-12-21）.
14. ↑  Gallo, Phil. . Billboard. 2012-10-22. （原始内容存档于2013-06-14）.
15. 1 2 3  Dickey, Jack. . Time. 2014-11-13  [2020-08-08]. （原始内容存档于2020-08-19）.
16. 1 2 3 4  . Allmusic. 2012-10-25  [2012-10-25]. （原始内容存档于2012-09-23）.
17. 1 2  Price, Deborah Evans. . Nash Country Weekly. 2012-10-29. （原始内容存档于2019-03-02）.
18. ↑  Effron, Lauren. . American Broadcasting Company. 2012-08-13  [2013-02-18]. （原始内容存档于2013-02-20）.
19. 1 2 3 4 5 6 7 8 9  English, J. . NPR. 2017-08-28  [2020-12-25]. （原始内容存档于2021-04-12）.
20. 1 2 3 4 5  Dolan, Jon. . Rolling Stone. 2012-10-18  [2012-10-18]. （原始内容存档于2018-01-15）.
21. 1 2 3 4 5  Erlewine, Stephen Thomas. . AllMusic.   [2019-11-16]. （原始内容存档于2017-11-26）.
22. 1 2  Murphy, Sam. . Junkee. November 10, 2021  [2021-11-10]. （原始内容存档于2021-11-28）.
23. 1 2 3 4 5 6 7 8 9 10 11 12 13 14 15  . Billboard. 2012-10-19  [2013-07-04]. （原始内容存档于2013-01-29）.
24. 1 2 3 4 5 6 7 8 9  Caramanica, Jon. . The New York Times. 2012-10-24  [2016-06-29]. （原始内容存档于2012-11-01）.
25. ↑  Perone 2017，第46-49頁.
26. 1 2 3 4  Dukes, Billy. . Taste of Country. 2012-10-19  [2020-12-25]. （原始内容存档于2017-11-04）.
27. 1 2  Perone 2017，第52頁.
28. ↑  Siroky, Mary. . Consequence. November 9, 2021  [2021-11-10]. （原始内容存档于2022-03-28）.
29. 1 2  Sargent, Jordan. . Spin. 2017-06-16  [2020-12-25]. （原始内容存档于2020-11-01）.
30. 1 2 3 4  Smith, Grady. . Entertainment Weekly. 2012-08-14  [2012-08-14]. （原始内容存档于2012-08-17）.
31. 1 2  Lansky, Sam. . Billboard. 2017-11-08  [2020-12-27]. （原始内容存档于2020-11-26）.
32. 1 2 3 4 5 6 7 8 9  Nelson, Brad. . Pitchfork. 2019-08-19  [2019-08-21]. （原始内容存档于2019-08-20）.
33. ↑  Cox, Jamieson. . Time. 2015-04-01  [2020-12-25]. （原始内容存档于2020-08-21）.
34. ↑  . Rolling Stone. 2016-06-22  [2020-12-25]. （原始内容存档于2021-01-20）.
35. ↑  Farley, Christopher John. . The Wall Street Journal. 2012-10-31  [2021-11-22]. （原始内容存档于2021-11-22）.
36. ↑  趙振江 2007，第34頁.
37. ↑  . NPR. 2012-11-02  [2021-11-22]. （原始内容存档于2022-04-28）.
38. 1 2 3  Gallucci, Michael. . The A.V. Club. 2012-10-24  [2015-01-08]. （原始内容存档于2013-11-05）.
39. ↑  Rosen, Jody. . Vulture. 2013-11-25  [2021-02-25]. （原始内容存档于2013-11-19）.
40. ↑  Smith, Grady. . Entertainment Weekly. 2012-10-16  [2012-10-19]. （原始内容存档于2014-07-01）.
41. ↑  Perone 2017，第45頁.
42. 1 2  Hogan, Marc. . Spin. 2012-10-02  [2012-10-02]. （原始内容存档于2015-10-26）.
43. ↑  . Rolling Stone. 2012-10-02  [2012-10-02]. （原始内容存档于2018-02-01）.
44. ↑  . The Daily Telegraph. 2017-08-03  [2020-12-26]. （原始内容存档于2019-12-25）.
45. 1 2  Light, Alan. . Billboard. 2014-12-05  [2020-12-27]. （原始内容存档于2014-12-26）.
46. 1 2 3  Mylrae, Hannah. . NME. 2020-09-08  [2020-12-27]. （原始内容存档于2021-07-24）.
47. 1 2 3 4 5 6  Keefe, Jonathan. . Slant Magazine. 2012-10-22  [2012-12-27]. （原始内容存档于2013-10-12）.
48. ↑  Sheffield, Rob. . Rolling Stone. 2019-12-12  [2019-12-16]. （原始内容存档于2020-10-15）.
49. ↑  Jones, Nate. . Vulture. 2020-08-13  [2020-12-27]. （原始内容存档于2019-09-13）.
50. 1 2  Maerz, Melissa. . Entertainment Weekly. 2012-10-18  [2012-10-18]. （原始内容存档于2013-12-30）.
51. ↑  Spencer 2013，第124頁.
52. 1 2  Perone 2017，第48頁.
53. 1 2 3 4  Perone 2017，第49頁.
54. ↑  Roberts, Randall. . Los Angeles Times. 2012-10-31  [2020-12-27]. （原始内容存档于2016-03-06）.
55. 1 2 3  Roberts, Randall. . Los Angeles Times. 2012-10-22  [2012-12-27]. （原始内容存档于2012-11-12）.
56. ↑  Rowe, Sian. . NME. 2013-07-12  [2020-12-12]. （原始内容存档于2016-09-28）.
57. 1 2  Spencer 2013，第a8頁.
58. 1 2  . Target Corporation.   [2020-12-28]. （原始内容存档于2021-07-24）.
59. 1 2 3 4 5 6 7  Lewis, Randy. . Los Angeles Times. 2012-10-30  [2020-12-28]. （原始内容存档于2020-12-28）.
60. ↑  Lamb, Hair & McDaniel 2014，第334頁.
61. ↑  Trust, Gary. . Billboard. 2012-09-12  [2012-09-12]. （原始内容存档于2020-10-21）.
62. 1 2  Rosen, Jody. . Slate. 2012-08-30  [2020-12-28]. （原始内容存档于2020-12-22）.
63. ↑  Asker, Jim. . Billboard. 2021-04-06  [2021-07-26]. （原始内容存档于2021-04-16）.
64. ↑  . American Broadcasting Company. 2013-09-21  [2013-02-18]. （原始内容存档于2012-11-23）.
65. ↑  Maloy, Sarah. . Billboard. 2012-09-25  [2012-09-30]. （原始内容存档于2013-03-17）.
66. ↑  Smith, Grady. . Entertainment Weekly. 2012-10-02  [2012-10-02]. （原始内容存档于2014-11-12）.
67. ↑  Maloy, Sarah. . Billboard. 2012-10-09  [2012-10-10]. （原始内容存档于2022-04-28）.
68. ↑  Brown, August. . Los Angeles Times. 2012-10-16  [2012-10-19]. （原始内容存档于2012-10-23）.
69. ↑   (PDF). Country Aircheck (Nashville). 2013-02-25, (334): 3  [2020-12-28]. （原始内容存档 (PDF)于2020-12-28）.
70. ↑  . MusicRow.   [2020-12-28]. （原始内容存档于2012-10-06）.
71. ↑  . Billboard. 2012-10-03  [2012-10-03]. （原始内容存档于2017-02-24）.
72. ↑  Maloy, Sarah. . Billboard. 2012-09-02  [2017-11-02]. （原始内容存档于2015-11-28）.
73. ↑  . Universal Music Canada. 2012-10-31  [2012-10-31]. （原始内容存档于2018-03-22）.
74. ↑  JaLipshutz, Jason. . Billboard. 2012-11-19  [2017-11-02]. （原始内容存档于2016-12-30）.
75. ↑  . All Access.   [2012-12-05]. （原始内容存档于2012-11-19）.
76. ↑  Trust, Gary. . Billboard. 2013-02-10  [2013-02-24]. （原始内容存档于2013-02-21）.
77. ↑  . australian-charts.com.   [2020-12-28]. （原始内容存档于2016-05-27）.
78. ↑  . All Access.   [2013-02-21]. （原始内容存档于2013-02-21）.
79. ↑  . Radio & Records.   [2013-06-04]. （原始内容存档于2013-10-15）.
80. ↑  . Billboard.   [2020-12-29]. （原始内容存档于2017-11-08）.
81. ↑  Vena, Jocelyn. . MTV. 2013-04-30  [2013-07-04]. （原始内容存档于2013-10-14）.
82. ↑  Lane, Daniel. . Official Charts Company. 2013-11-04  [2014-07-01]. （原始内容存档于2014-03-25）.
83. ↑  Perone 2017，第2頁.
84. 1 2 3  Robbins, Michael. . Spin. 2012-10-25  [2012-12-27]. （原始内容存档于2012-12-12）.
85. 1 2  McNutt 2020，第78頁.
86. 1 2  Trust, Gary. . Billboard. 2012-11-13  [2012-11-14]. （原始内容存档于2013-02-13）.
87. ↑  . Billboard. 2012-10-27  [2013-02-12]. （原始内容存档于2013-02-12）.
88. ↑  Brandle, Lars. . Billboard. 2013-05-09  [2013-12-09]. （原始内容存档于2014-02-22）.
89. ↑  Nicholson, Rebecca. . The Guardian. 2014-02-02  [2014-12-02]. （原始内容存档于2015-01-03）.
90. 1 2  Welch, Andy. . NME. 2014-04-06  [2014-12-06]. （原始内容存档于2019-02-17）.
91. ↑  Lewis, Randy. . Los Angeles Times. 2013-08-19  [2013-12-19]. （原始内容存档于2022-02-24）.
92. ↑  . ABC NewsRadio. 2013-12-05  [2013-12-05]. （原始内容存档于2021-07-24）.
93. ↑  Allen, Bob. . Billboard. 2014-07-03  [2015-06-01]. （原始内容存档于2015-06-01）.
94. ↑  . AnyDecentMusic?.   [2016-11-02]. （原始内容存档于2016-11-04）.
95. ↑  . Metacritic.   [2012-10-20]. （原始内容存档于2017-07-29）.
96. 1 2  Lachno, James. . The Daily Telegraph. 2012-10-19  [2016-08-13]. （原始内容存档于2016-10-12）.
97. 1 2  Mossman, Kate. . The Guardian. 2012-10-18  [2012-10-18]. （原始内容存档于2013-11-09）.
98. 1 2  Christgau, Robert. . MSN Music. 2012-11-13  [2012-10-18]. （原始内容存档于2013-07-23）.
99. ↑  Dukes, Billy. . Taste of Country. 2012-10-24  [2012-10-25]. （原始内容存档于2012-10-26）.
100. ↑  Fekadu, Mesfin. . The Des Moines Register. The Associated Press. 2012-10-24: E10  [2021-07-22]. （原始内容存档于2021-07-24）.
101. ↑  . Billboard. 2012-12-17  [2019-11-20]. （原始内容存档于2020-02-08）.
102. ↑  Stern, Marlow. . The Daily Beast. 2012-12-26  [2019-11-20]. （原始内容存档于2020-05-12）.
103. ↑  Boult, Adam. . The Guardian. 2012-12-14  [2019-11-20]. （原始内容存档于2020-02-07）.
104. ↑  Daw, Robbie. . Idolator. 2012-12-06  [2019-11-20]. （原始内容存档于2012-12-12）.
105. ↑  Montgomery, James. . MTV News. 2012-12-12  [2019-11-20]. （原始内容存档于2020-02-07）.
106. ↑  Gamboa, Glenn. . Newsday. 2012-12-27  [2019-11-20]. （原始内容存档于2020-02-07）.
107. ↑  . PopMatters. 2012-12-09  [2019-11-20]. （原始内容存档于2020-02-07）.
108. ↑  . Rolling Stone. 2012-12-05  [2019-11-20]. （原始内容存档于2020-02-07）.
109. ↑  . Spin. 2012-12-03  [2019-11-20]. （原始内容存档于2019-11-15）.
110. ↑  . Stereogum. 2012-12-05  [2019-11-20]. （原始内容存档于2020-02-07）.
111. ↑  Caramanica, Jon. . The New York Times. 2012-12-12  [2019-11-20]. （原始内容存档于2012-12-16）.
112. ↑  . Pazz & Jop. 2013-01-15  [2019-11-20]. （原始内容存档于2019-12-04）.
113. ↑  Harvila, Rob. . Spin. 2012-12-17  [2012-12-31]. （原始内容存档于2019-10-02）.
114. ↑  Nordyke, Kimberly. . The Hollywood Reporter. 2014-01-26  [2014-12-20]. （原始内容存档于2015-02-21）.
115. ↑  . Country Music Association Awards.   [2015-01-25]. （原始内容存档于2015-02-01）.
116. ↑  . Nash Country Weekly. 2013-04-07  [2015-06-14]. （原始内容存档于2015-06-06）.
117. ↑  . American Broadcasting Company.   [2015-01-25]. （原始内容存档于2015-12-22）.
118. ↑  . HitFix. 2013-05-19  [2015-06-15]. （原始内容存档于2015-07-01）.
119. ↑  Pacella, Megan. . Taste of Country. 2012-09-02  [2015-06-12]. （原始内容存档于2015-06-30）.
120. ↑  . Country Music Awards of Australia. 2014-01-25  [2015-06-24]. （原始内容存档于2015-05-04）.
121. 1 2  Wyland, Sarah. . Great American Country. 2012-11-23  [2012-12-27]. （原始内容存档于2015-08-09）.
122. ↑  Caulfield, Keith. . Billboard. 2012-10-30  [2012-10-31]. （原始内容存档于2017-06-11）.
123. ↑  The Associated Press. . The Ottawa Citizen. The Associated Press. January 5, 2013: 26  [2021-07-22]. （原始内容存档于2021-07-22）.
124. ↑  Caulfield, Keith. . Billboard. 2009-09-14  [2012-12-27]. （原始内容存档于2013-02-22）.
125. ↑  Greenwald, David. . Billboard. 2013-09-06  [2013-09-07]. （原始内容存档于2015-06-08）.
126. ↑  Caulfield, Keith. . Billboard. 2013-01-03  [2013-01-03]. （原始内容存档于2015-09-25）.
127. ↑  Caulfield, Keith. . Billboard. 2012-12-19  [2012-12-27]. （原始内容存档于2015-11-30）.
128. ↑  Grein, Paul. . Yahoo! Music. 2012-12-27  [2013-04-12]. （原始内容存档于2014-10-30）.
129. ↑  Caulfield, Keith. . Billboard. 2021-11-21  [2021-11-25]. （原始内容存档于2021-11-23）.
130. 1 2  "Taylor Swift – Red". Australiancharts.com. Hung Medien.
131. 1 2  "Taylor Swift Chart History (Canadian Albums)". Billboard.  Retrieved 2019-03-01.
132. 1 2  "Charts.nz – Taylor Swift – Red". Hung Medien.  Retrieved 2012-11-08.
133. 1 2  "Irish-charts.com – Discography Taylor Swift". Hung Medien.  Retrieved 2012-11-08.
134. 1 2  "Official Scottish Albums Chart Top 100". Official Charts Company.  Retrieved 2012-11-08.
135. ↑  Sexton, Paul. . Billboard. 2012-10-29  [2012-10-30]. （原始内容存档于2017-01-24）.
136. 1 2  George Griffiths. . Official Charts. 2021-06-21  [2021-07-05]. （原始内容存档于2021-06-21）.
137. 1 2  . British Phonographic Industry.   [2017-06-12] （英语）.
138. ↑  Caulfield, Keith. . Billboard. 2012-01-02  [2013-04-12]. （原始内容存档于2014-03-01）.
139. ↑   (PDF). International Federation of the Phonographic Industry: 11.   [2014-04-10]. （原始内容 (PDF)存档于2013-04-09）.
140. ↑  Vincent, Alice. . The Daily Telegraph. 2014-08-19  [2015-11-27]. （原始内容存档于2015-11-27）.
141. 1 2  Caulfield, Keith. . Billboard. 2020-10-25  [2020-10-25]. （原始内容存档于2020-10-26）.
142. 1 2  . Recording Industry Association of America.   [2017-12-11] （英语）.
143. 1 2   (PDF). Australian Recording Industry Association.   [2021-03-12]. （原始内容 (PDF)存档于2022-05-06）.
144. 1 2  . Music Canada.   [2013-06-12] （英语）.
145. 1 2  . Recorded Music NZ.   [2013-06-12] （英语）.
146. 1 2  . 中新网. 2014-07  [2014-07-18]. （原始内容存档于2014-07-17）.
147. ↑  . Metacritic. 2020-01-11  [2020-02-09]. （原始内容存档于2019-11-15）.
148. ↑  . Atwood Magazine. 2019-10-25  [2019-12-13]. （原始内容存档于2019-12-16）.
149. ↑  . The Independent. 2019-11-18  [2019-11-20]. （原始内容存档于2019-12-21）.
150. ↑  . Pitchfork. 2019-10-08  [2019-10-08]. （原始内容存档于2020-01-15）.
151. ↑  Larocca, Courteney. . Insider. 2019-12-30  [2021-04-10].
152. ↑  . Uproxx. 2019-10-07  [2019-10-10]. （原始内容存档于2020-01-01）.
153. ↑  . Billboard. 2019-11-19  [2019-11-20]. （原始内容存档于2019-12-18）.
154. ↑  . Rolling Stone. 2019-12-02  [2019-12-03]. （原始内容存档于2019-12-03）.
155. ↑  . Tampa Bay Times. 2019-12-26  [2019-12-26]. （原始内容存档于2019-12-26）.
156. ↑  . Stereogum. November 4, 2019  [2019-11-20]. （原始内容存档于2019-11-06）.
157. ↑  . Taste of Country. 2019-12-18  [2019-12-18]. （原始内容存档于2019-12-19）.
158. ↑  . Rolling Stone. 2020-09-22  [2020-09-22]. （原始内容存档于2020-09-22）.
159. 1 2  Eells, Josh. . Rolling Stone. 2014-09-08  [2019-02-06]. （原始内容存档于2018-08-16）.
160. ↑  Talbott, Chris. . Associated Press. 2013-10-12  [2014-12-07]. （原始内容存档于2013-10-26）.
161. ↑  Light, Alan. . Billboard. 2014-12-05  [2019-02-27]. （原始内容存档于2014-12-26）.
162. ↑  Klosterman, Chuck. . GQ. 2015-10-15  [2015-10-18]. （原始内容存档于2015-10-18）.
163. ↑  McNutt 2020，第78頁; Tanner 2020，第57頁.
164. ↑  Mansfield, Brian; Ryan, Patrick. . USA TODAY. 2014-08-18  [2021-10-07]. （原始内容存档于2021-10-07）.
165. ↑  Willis, Jay. . GQ. 2019-10-25  [2020-03-13]. （原始内容存档于2019-10-26）.
166. ↑  Sheffield, Rob. . Rolling Stone. 2021-11-12  [2021-11-12]. （原始内容存档于2021-11-12）.
167. ↑  Von Pip, Andy. . Under the Radar. 2021-12-02  [2021-12-04]. （原始内容存档于2021-12-04）.
168. ↑  . Pitchfork. 2021-10-04  [2021-10-04]. （原始内容存档于2021-10-07）.
169. ↑  Harbron, Lucy. . Clash. November 11, 2021  [2021-11-12]. （原始内容存档于2021-11-12）.
170. ↑  Sargent, Jordan. . Spin. June 16, 2017  [2021-04-10]. （原始内容存档于2021-05-14）.
171. ↑  Hyden, Steven. . The New York Times. 2021-03-10  [2021-04-13]. （原始内容存档于2021-04-13）.
172. ↑  . MTV News.   [2022-02-25]. （原始内容存档于2022-04-23）.
173. ↑  Leiszkiewicz, Anna. . New Statesman.   [2021-06-06]. （原始内容存档于2021-06-10）.
174. ↑  DeVille, Chris. . Stereogum. 2019-12-13  [2021-05-13]. （原始内容存档于2021-05-14）.
175. ↑  Aswad, Jem. . Variety. 2019-08-22  [2021-06-18]. （原始内容存档于2020-11-08）.
176. ↑  Willman, Chris. . Variety. April 20, 2021  [2021-06-18]. （原始内容存档于2021-04-12）.
177. ↑  . NME. 2021-09-30  [2021-10-03]. （原始内容存档于2022-02-24）.
178. ↑  Lipshutz, Jason. . Billboard. 2021-06-18  [2021-06-18]. （原始内容存档于2021-06-19）.
179. ↑  Twersky, Carolyn. . Seventeen. August 5, 2021  [2021-08-05]. （原始内容存档于2022-02-25）.
180. ↑  Strauss, Matthew. . Pitchfork. 2021-08-05  [2021-08-06]. （原始内容存档于2021-08-05）.
181. ↑  .   [2022-03-21]. （原始内容存档于2017-03-10）.
182. ↑  . ARIA Charts.   [2012-11-12]. （原始内容存档于2012-11-08）.
183. ↑  "Taylor Swift - Red" (in German). Austriancharts.at. Hung Medien.
184. ↑  "Taylor Swift – Red" (in Dutch). Ultratop.be. Hung Medien.
185. ↑  "Taylor Swift – Red" (in French). Ultratop.be. Hung Medien.
186. ↑  . Top of the Shops. （原始内容存档于2013-07-22）.
187. ↑  "Danishcharts.dk – Taylor Swift – Red". Hung Medien.  Retrieved 2012-11-08.
188. ↑  "Taylor Swift – Red" (in Dutch). Dutchcharts.nl. Hung Medien.
189. ↑  "Taylor Swift: Red" (in Finnish). Musiikkituottajat.  Retrieved 2012-11-08.
190. ↑  "Taylor Swift – Red". Lescharts.com. Hung Medien.
191. ↑  "Offiziellecharts.de – Taylor Swift – Red" (in German). GfK Entertainment Charts.
192. ↑  "Taylor Swift – Red". Italiancharts.com. Hung Medien.
193. ↑  "Oricon Top 50 Albums: 2012-11-05" (in Japanese). Oricon.  Retrieved 2012-11-02.
194. ↑   (PDF). Asociación Mexicana de Productores de Fonogramas y Videogramas.   [2012-12-01]. （原始内容存档 (PDF)于2012-12-01） （西班牙语）.
195. ↑  "Taylor Swift – Red". Norwegiancharts.com. Hung Medien.
196. ↑  "Taylor Swift – Red". Portuguesecharts.com. Hung Medien.
197. ↑  . RSG (Recording Industry of South Africa). （原始内容存档于2012-12-06）.
198. ↑  . Gaon Music Chart. （原始内容存档于2015-02-11）.
199. ↑  . Gaon Music Chart. （原始内容存档于2015-02-11）.
200. ↑  "Taylor Swift – Red". Spanishcharts.com. Hung Medien.
201. ↑  "Taylor Swift – Red". Swedishcharts.com. Hung Medien.
202. ↑  "Taylor Swift – Red". Swisscharts.com. Hung Medien.
203. ↑  . G-music.com.tw.   [2012-11-07]. （原始内容存档于2012-11-07）.
204. ↑  "Official Albums Chart Top 100". Official Charts Company.  Retrieved 2013-06-25.
205. ↑  "Taylor Swift Chart History (Billboard 200)". Billboard.  Retrieved 2019-11-09.
206. ↑  "Taylor Swift Chart History (Top Country Albums)". Billboard.  Retrieved 2019-11-09.
207. ↑  "Taylor Swift - Red" (in German). Austriancharts.at. Hung Medien.
208. ↑  . HDU. 2021-12-28  [2022-01-03]. （原始内容存档于2021-12-28）.
209. ↑  "Taylor Swift – Red". Swisscharts.com. Hung Medien.
210. ↑  "Taylor Swift Chart History (Independent Albums)". Billboard.  Retrieved 2021-11-16.
211. ↑  . ARIA Charts. （原始内容存档于2013-03-07）.
212. ↑  . Billboard. 2013-01-02. （原始内容存档于2013-07-12）.
213. ↑  . Oricon. 2012-12-20. （原始内容存档于2012-12-24）.
214. ↑  . Official New Zealand Music Chart. （原始内容存档于2013-10-30）.
215. ↑  . Gaon Music Chart. （原始内容存档于2015-04-06）.
216. ↑  . Official Charts Company. （原始内容存档于2019-03-02）.
217. ↑  . Billboard. （原始内容存档于2013-02-22）.
218. ↑  . Billboard. （原始内容存档于2014-08-31）.
219. ↑  . ARIA Charts. （原始内容存档于2014-02-09）.
220. ↑  . Ultratop.   [2020-11-08]. （原始内容存档于2020-11-16）.
221. ↑  . Billboard.   [2020-11-12]. （原始内容存档于2019-04-06）.
222. ↑  . Oricon. 2013-12-15. （原始内容存档于2013-12-26）.
223. ↑  . Syndicat National de l'Édition Phonographique. （原始内容存档于2015-02-14）.
224. ↑  . Official New Zealand Music Chart. （原始内容存档于2016-07-03）.
225. ↑  . Gaon Music Chart. （原始内容存档于2015-04-02）.
226. ↑  . Official Charts Company. （原始内容存档于2015-06-20）.
227. ↑  . Billboard. （原始内容存档于2014-02-21）.
228. ↑  . Billboard. （原始内容存档于2014-02-20）.
229. ↑  . ARIA Charts. （原始内容存档于2015-02-27）.
230. ↑  .   [2019-05-15]. （原始内容存档于2021-07-10）.
231. ↑  . Billboard. （原始内容存档于2015-04-29）.
232. ↑  . Billboard. （原始内容存档于2015-07-26）.
233. ↑  . Billboard Japan.   [2022-03-29]. （原始内容存档于2016-08-05）.
234. ↑  . Billboard.   [2020-11-29]. （原始内容存档于2015-12-11）.
235. ↑  . Billboard.   [2020-07-13]. （原始内容存档于2019-06-22）.
236. ↑  . Billboard.   [2020-07-13]. （原始内容存档于2019-05-06）.
237. ↑  . Billboard.   [2020-07-13]. （原始内容存档于2020-07-06）.
238. ↑  . Billboard.   [2020-12-13]. （原始内容存档于2020-12-10）.
239. ↑  . Ö3 Austria Top 40.   [2022-01-02]. （原始内容存档于2022-01-01）.
240. ↑  . Billboard.   [2021-12-12]. （原始内容存档于2022-04-17）.
241. ↑  . Australian Recording Industry Association.   [2020-01-15]. （原始内容存档于2020-01-11）.
242. ↑  Copsey, Rob. . Official Charts Company. 2019-12-11  [2019-12-12]. （原始内容存档于2019-12-11）.
243. ↑  . Billboard.   [2019-11-15]. （原始内容存档于2020-03-20）.
244. ↑  . Billboard.   [2020-03-19]. （原始内容存档于2019-12-16）.
245. ↑  . Billboard.   [2016-05-10]. （原始内容存档于2016-10-01）.
246. ↑  . Billboard (Prometheus Global Media).   [2018-02-07]. （原始内容存档于2018-02-01）.
247. ↑  . Ultratop. Hung Medien.   [2022-08-30] （荷兰语）.
248. ↑  . Pro-Música Brasil.   [2014-07-03] （葡萄牙语）.
249. ↑  . Los 40 Principales. 2013-03-20  [2021-05-06]. （原始内容存档于2021-05-06）.
250. ↑  . IFPI Denmark. 2021-08-17  [2021-08-17]. （原始内容存档于2017-12-06）.
251. ↑  . Syndicat National de l'Édition Phonographique.   [2020-12-26] （法语）.
252. ↑  . Bundesverband Musikindustrie.   [2013-06-12] （德语）.
253. ↑  . Irish Recorded Music Association.   [2013-06-12] （英语）.
254. ↑  . Recording Industry Association of Japan.   [2013-06-12] （日语）. 在下拉菜单选择“2013年4月”
255. ↑  . Oricon Chart.   [2017-03-29]. （原始内容存档于2016-07-26）.
256. ↑  . Oricon Chart.   [2017-03-29]. （原始内容存档于2014-01-02）.
257. ↑  . Recording Industry Association of Japan （日语）. 在下拉菜单选择“2016年4月”
258. ↑  . Asociación Mexicana de Productores de Fonogramas y Videogramas.   [2013-06-12] （西班牙语）. 在“ARTISTA”栏以下的框内输入“Taylor Swift”&nbsp；并在“column heading”栏以下的框内输入“Red”。.
259. ↑  . Polish Society of the Phonographic Industry.   [2013-06-12] （波兰语）.
260. ↑  . Recording Industry Association Singapore.   [2020-12-22] （英语）.
261. ↑  . Sverigetopplistan.   [2022-05-06]. （原始内容存档于2021-06-02）.
262. ↑  Jones, Alan. . Music Week. 2019-08-30  [2021-02-11]. （原始内容存档于2019-08-31）.
263. ↑  . Amazon.ca.   [2013-04-05]. （原始内容存档于2020-01-10）.
264. ↑  . Amazon.ca.   [2012-10-07]. （原始内容存档于2020-01-17）.
265. ↑  . releasedateindia.in.   [2013-01-25]. （原始内容存档于2014-12-03）.
266. ↑  . mightyape.co.nz.   [2012-10-09]. （原始内容存档于2012-11-01）.
267. ↑  . Amazon.co.uk.   [2013-04-05]. （原始内容存档于2020-01-10）.
268. ↑  . Amazon.co.uk.   [2012-10-07]. （原始内容存档于2020-01-17）.
269. ↑  Red. . Amazon.   [2012-10-09]. （原始内容存档于2020-01-17）.
270. ↑  . Target.com. Target Corporation.   [2013-04-19]. （原始内容存档于2013-05-14）.
271. ↑  . Amazon.com (US) Amazon.com Inc.   [2014-10-23]. （原始内容存档于2020-01-18）.
272. ↑  . Amazon.com (US) Amazon.com Inc.   [2014-10-23]. （原始内容存档于2020-01-17）.
273. ↑  . Amazon.it.   [2012-10-07]. （原始内容存档于2013-07-02）.
274. ↑  . Amazon.it.   [2012-10-09]. （原始内容存档于2013-07-02）.
275. ↑  . Jbhifionline.com.au.   [2012-10-07]. （原始内容存档于2013-09-21）.
276. ↑  . Amazon.es.   [2012-10-07]. （原始内容存档于2020-01-18）.
277. ↑  . Amazon.es.   [2012-10-09]. （原始内容存档于2020-01-17）.
278. ↑  . Amazon.jp.   [2012-10-24]. （原始内容存档于2020-01-18）.
279. ↑  . Amazon.jp.   [2012-10-24]. （原始内容存档于2015-05-04）.
280. ↑  . freerecordshop.nl.   [2012-10-25]. （原始内容存档于2013-12-29）.
281. ↑  . freerecordshop.nl.   [2012-10-25]. （原始内容存档于2012-11-09）.
282. ↑  . Amazon.de.   [2012-10-07]. （原始内容存档于2020-01-10）.
283. ↑  . Amazon.de.   [2012-10-09]. （原始内容存档于2020-01-10）.
284. ↑  . www.boomerangshop.com.   [2012-10-07]. （原始内容存档于2013-01-18）.
285. ↑  . www.boomerangshop.com.   [2012-10-07]. （原始内容存档于2013-01-18）.
286. ↑  . Amazon.fr.   [2012-10-07]. （原始内容存档于2020-01-10）.
287. ↑  . Amazon.fr.   [2012-10-09]. （原始内容存档于2020-01-17）.
288. ↑  . Amazon.com (Fr) Amazon.com, Inc.   [2014-10-23]. （原始内容存档于2020-01-10）.
289. ↑  .   [2012-10-19]. （原始内容存档于2012-11-01）.
290. ↑  .   [2013-02-06]. （原始内容存档于2013-02-07）.
291. ↑  .   [2013-02-06]. （原始内容存档于2013-02-07）.
292. ↑  . 台灣環球音樂. 2012-11-06  [2016-11-13]. （原始内容存档于2016-10-11）.
293. ↑   [Taylor Swift: Red (CD)-Genuine Taylor Swift: Red (CD) Music Online Sales]. Amazon.cn.   [2013-10-05]. （原始内容存档于2020-01-17）.
294. ↑   [Taylor Swift: Red (2CD Deluxe Edition)-Music-Amazon China]. Amazon.cn. 2013-05-24  [2013-10-05]. （原始内容存档于2020-01-10）.

### 引用文獻
- Lamb, Charles W.; Hair, Joe F.; McDaniel, Carl. . Cengage. 2014. ISBN 978-1305436992.
- McNutt, Myles. . Communication, Culture and Critique. 2020, 13 (1): 72–91. doi:10.1093/ccc/tcz042.
- Perone, James E. . ABC-Clio. 2017. ISBN 978-1440852947.
- Spencer, Liv. . ECW Press. 2013. ISBN 978-1770411517.
- Tanner, Grafton. . John Hunt Publishing. 2020  [2022-05-06]. ISBN 978-1789040234. （原始内容存档于2021-06-24）.
- Pablo Neruda. . 由趙振江翻译. 愛詩社出版事業部. 2007. ISBN 978-9867388506.